# Moście Błota (równina)
Moście Błota (lub: Mostowe Błota, kaszb. Mòstowsczé Błoto, niem. Brücksches Bruch) – równina na Pobrzeżu Kaszubskim, stanowiąca nadmorski odcinek Pradoliny Kaszubskiej. Administracyjnie położona w granicach gminy Puck, gminy Kosakowo i częściowo miasta Reda. Nazwa pochodzi od wsi Mosty w gminie Kosakowo.
Od północy i południa równinę ograniczają odpowiednio: Kępa Pucka z miejscowościami Mrzezino i Osłonino oraz Kępa Oksywska ze wsią Kazimierz, natomiast od wschodu – Zatoka Pucka oraz wsie Rewa i Mosty.

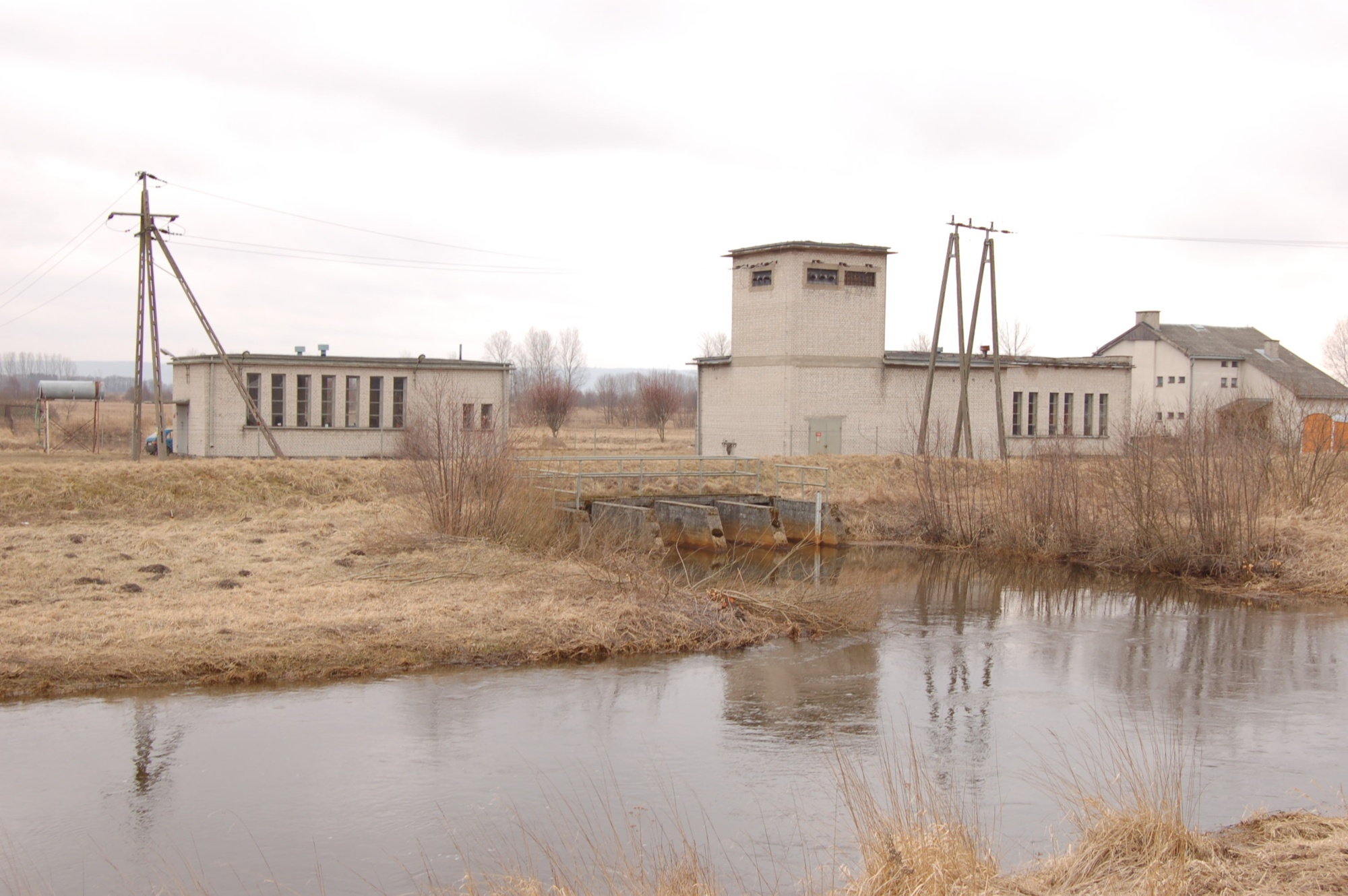
Stacja pomp w Mościch Błotach, w okolicy dawnej osady Jazowe

Równinę pokrywają przede wszystkim podmokłe łąki, poprzecinane siecią licznych kanałów melioracyjnych. Przez obszar Mościch Błot przepływają m.in. rzeka Reda, Zagórska Struga, Kanał Łyski oraz Kanał Leniwy. Znaczną część terenu stanowią nieużytki rolne (dzikie łąki i zarośla), resztę – łąki wykorzystywane gospodarczo, pastwiska i pola uprawne. Przed laty funkcjonował Warzywniczy Zakład Doświadczalny.
Na obszarze Mostowych Błot zlokalizowane są ujęcia wody gdyńskiego Przedsiębiorstwa Wodociągów i Kanalizacji, stacje pomp i filtrów, a także składowisko popiołów Elektrociepłowni Gdyńskiej (Ec3). Działa również radiolatarnia NDB obsługująca lotnisko Gdynia Babie Doły.
Występują złoża torfu oraz soli kamiennej. Na obrzeżu Mościch Błot wybudowano Podziemny Magazyn Gazu „Kosakowo”, gdzie w kawernach solnych magazynowane będą rezerwy gazu ziemnego.
Teren Mościch Błot jest praktycznie niezaludniony – zamieszkały głównie w swej południowo-zachodniej części. Znajduje się tam niewielkie osiedle o tej samej nazwie, obecnie część miasta Redy. Dawniej na obszarze Mościch Błot były ponadto osady: Jazowe i Beka.

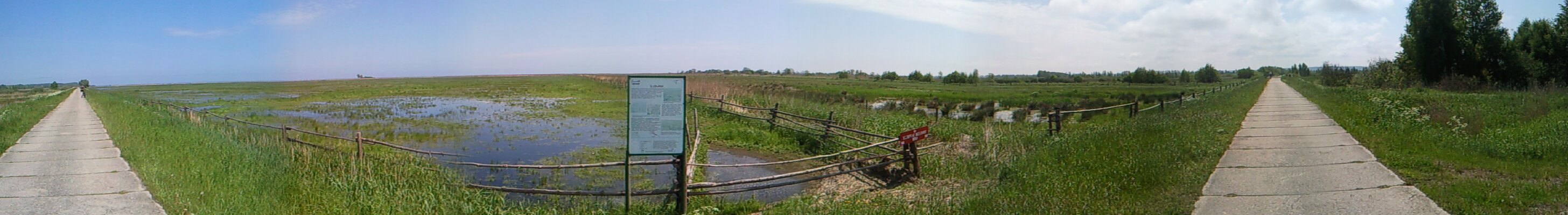
Panorama rezerwatu przyrody Beka

W północno-wschodniej części Mostowych Błot, nad brzegiem Zatoki Puckiej utworzono rezerwat przyrody Beka, chroniący liczne rzadkie gatunki ptaków i roślin.
Obszar Mościch Błot jest miejscem popularnym wśród wędkarzy (łowiska PZW Gdańsk), rowerzystów (liczne drogi udostępnione pod turystykę rowerową), a także wśród paralotniarzy.